# 17e cérémonie des Filmfare Awards

La 17e cérémonie des Filmfare Awards s'est déroulée le 11 mai 1970 à Bombay en Inde.

## Palmarès
| Catégorie                                     | Lauréat                                                                                               |
| --------------------------------------------- | --- |
| Meilleur film                                 | Aradhana - produit et réalisé par Shakti Samanta - avec Sharmila Tagore, Rajesh Khanna et Sujit Kumar |
| Meilleur réalisateur                          | Yash Chopra (Ittefaq)                                                                                 |
| Meilleur acteur                               | Ashok Kumar (Aashirwad)                                                                               |
| Meilleure actrice                             | Sharmila Tagore (Aradhana)                                                                            |
| Meilleur acteur dans un second rôle           | Pran (Aansoo Ban Gaye Phool)                                                                          |
| Meilleure actrice dans un second rôle         | Tanuja (Paisa Ya Pyaar)                                                                               |
| Meilleure prestation dans un rôle comique     | Mehmood (Waris)                                                                                       |
| Meilleur compositeur                          | Laxmikant - Pyarelal (Jeene Ki Rah)                                                                   |
| Meilleur parolier                             | Neeraj pour « Kaal Ka Pahiya » (Chanda Aur Bijli)                                                     |
| Meilleur chanteur de playback                 | Kishore Kumar pour « Roop Tera Mastana » (Aradhana)                                                   |
| Meilleure chanteuse de playback               | Lata Mangeshkar pour « Aap Mujhe Acche Lagne Lage » (Jeene Ki Raah)                                   |
| Meilleure histoire                            | V. S. Kanetkar (Aansoo Ban Gaye Phool)                                                                |
| Meilleur scénario                             | Hrishikesh Mukherjee (Anokhi Raat)                                                                    |
| Meilleurs dialogues                           | Anand Kumar (Anokhi Raat)                                                                             |
| Meilleure photographie (noir & blanc)         | Kamal Bose (Anokhi Raat)                                                                              |
| Meilleure photographie (couleur)              | Faredoon Irani (Duniya)                                                                               |
| Meilleure direction artistique (noir & blanc) | Ajit Banerjee (Anokhi Raat)                                                                           |
| Meilleure direction artistique (couleur)      | A.R. Kakkad et Baburao Potdar (Tamanna)                                                               |
| Meilleur son                                  | M.A. Shaikh (Ittefaq)                                                                                 |
| Meilleur montage                              | B.S. Glaad (Nannha Farishta)                                                                          |